# Kawasaki Zephyr

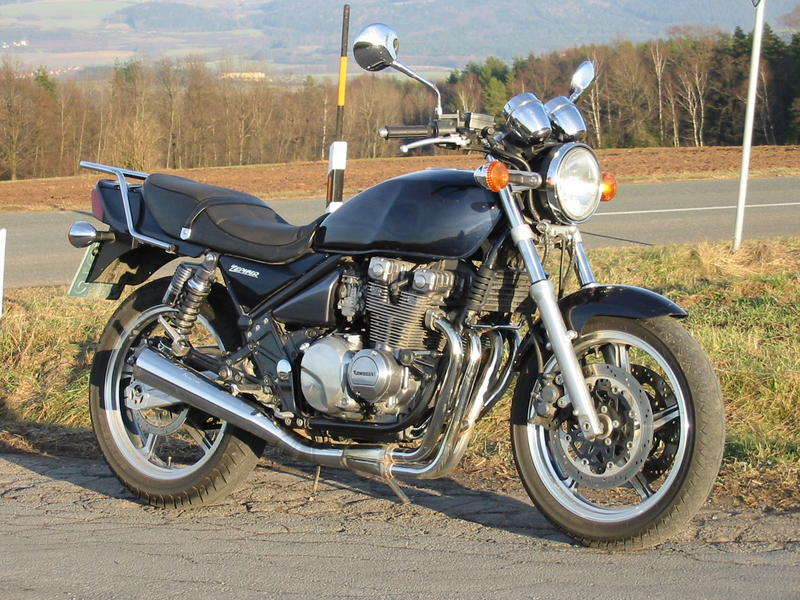
Kawasaki Zephyr 550, Baujahr 1992

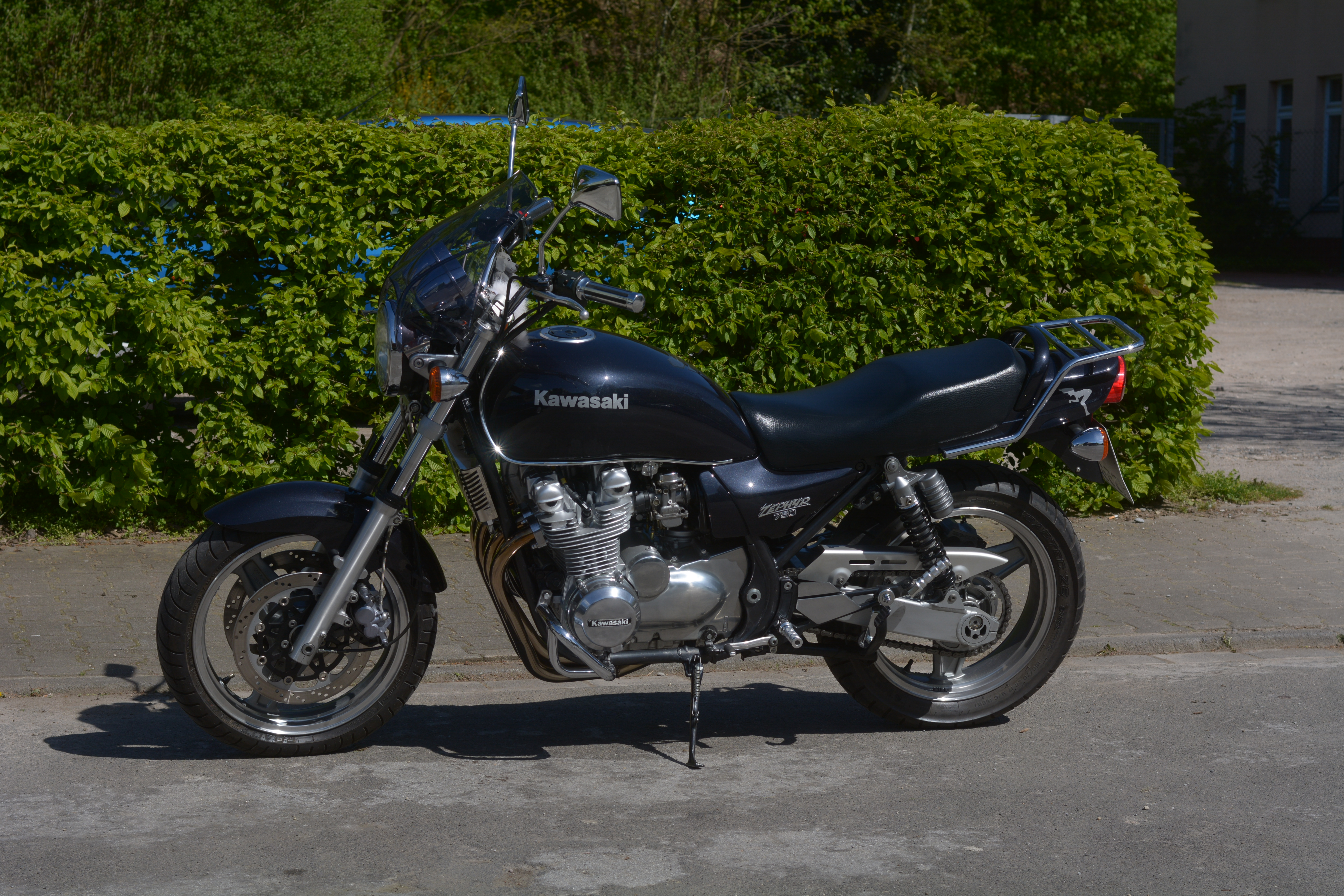
Kawasaki Zephyr 750

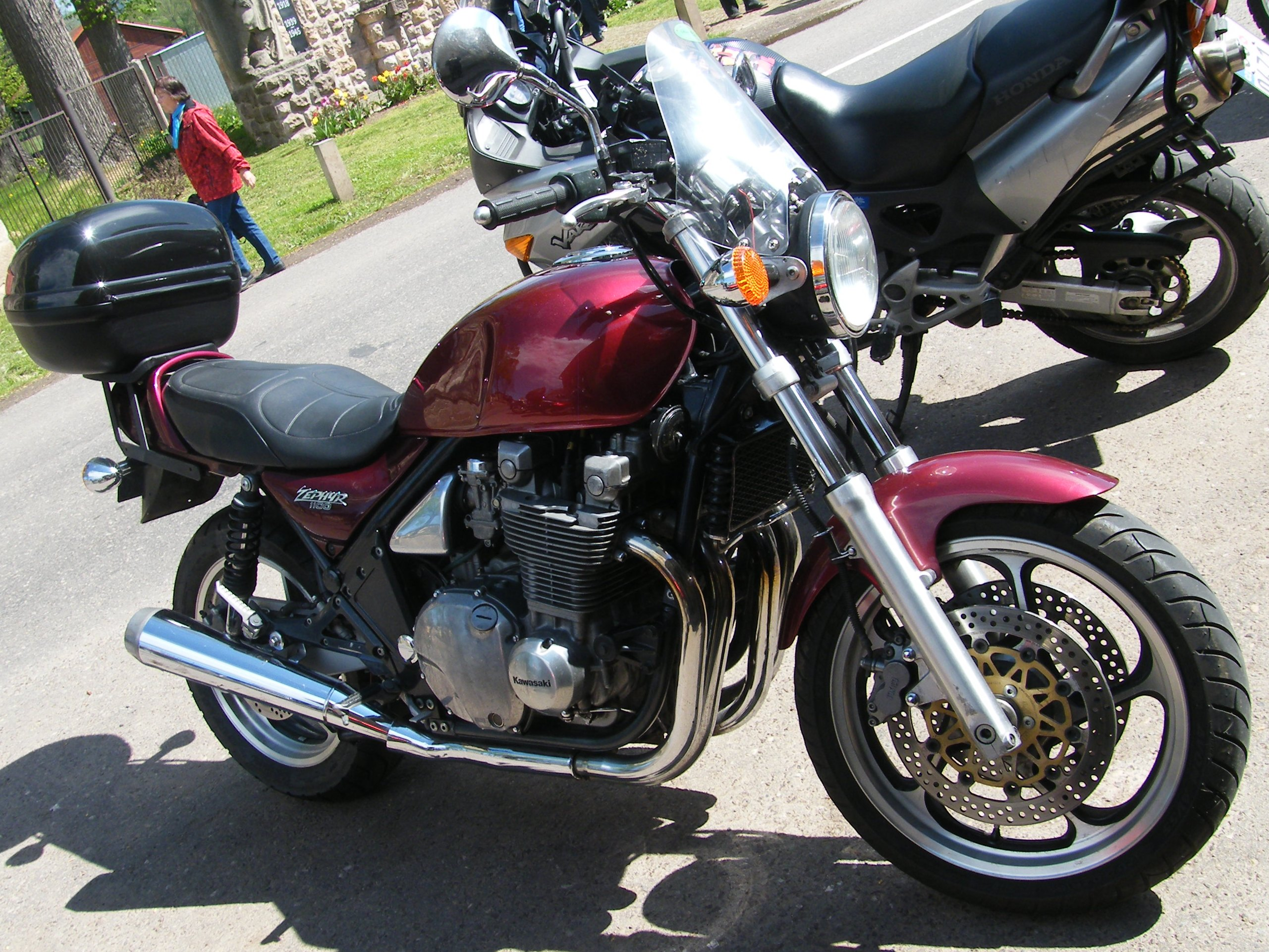
Kawasaki Zephyr. 1100 Die kleine Verkleidung ist nicht serienmäßig

Zephyr bezeichnet eine Motorrad-Baureihe des japanischen Herstellers Kawasaki. Die unverkleideten Maschinen (sogenannte „Naked Bikes“) gab es in Deutschland von 1991 bis 2000 in den Ausführungen 550, 750, 1100 cm³, welche optisch an die Z-Modelle aus den 1970er Jahren erinnern sollten. Es waren alles luftgekühlte 4-Zylinder 4-Takter.

## Beschreibung
Der Name Zephyr nimmt auf eine Windgottheit der griechischen Mythologie Bezug. Die interne Bezeichnung der Baureihen mit dem Modellnamen „Zephyr“ war „ZR“. In Japan gibt es nach wie vor eine Zephyr X 400, die das Tankdekor der ersten Z1 und eine 4-in-1 Auspuffanlage trägt. Wegen der meist eingedeutschten Aussprache des Namens Zephyr hatten die Baureihen bei Kennern auch den Spitznamen „C4“.

## Technische Leistungsdaten
| Modell                | Zephyr 550 | Zephyr 750 | Zephyr 1100 |
| --------------------- | --- | --- | --- |
| Motor                 | 4-Takt, Reihenvierzylinder                                                                                      | 4-Takt, Reihenvierzylinder | 4-Takt, Reihenvierzylinder                                                                                      |
| Ventile               | 2 pro Zylinder, DOHC                                                                                            | 2 pro Zylinder, DOHC | 2 pro Zylinder, DOHC                                                                                            |
| Bohrung/Hub           | 58 mm/52,5 mm                                                                                                   | 66 mm/54 mm | 73,5 mm/62,5 mm                                                                                                 |
| Hubraum               | 554 cm³ | 739 cm³ | 1062 cm³ |
| Leistung              | - 20 kW (27 PS) bei 7800/min - 37 kW (50 PS) bei 10000/min                                                      | - 20 kW (27 PS) bei 7500/min - 37 kW (50 PS) bei 8500/min - 53 kW (72 PS) bei 9500/min - 57 kW (76 PS) bei 9500/min ab Modelljahr 1996 | - 68 kW (93 PS) bei 8000/min                                                                                    |
| Max. Drehmoment       | 35 Nm (3,6 kpm) bei 3500/min                                                                                    | 59 Nm (6,0 kpm) bei 7300/min (72-PS-Version)                                                                                           | 88 Nm (9,0 kpm) bei 7000/min                                                                                    |
| Gemischaufbereitung   | 4 Keihin-Gleichdruckvergaser mit 30 mm Durchlass                                                                | 4 Keihin-Gleichdruckvergaser mit 32 mm Durchlass                                                                                       | 4 Keihin-Gleichdruckvergaser mit 34 mm Durchlass                                                                |
| Kühlung               | Luftgekühlt | Luftgekühlt | Luftgekühlt |
| Kraftstoff            | Bleifrei, mind. Oktanzahl ROZ 91                                                                                | Bleifrei, mind. Oktanzahl ROZ 91 | Bleifrei, mind. Oktanzahl ROZ 91                                                                                |
| Starter               | Elektrisch | Elektrisch | Elektrisch |
| Zündung               | Transistor-Zündanlage                                                                                           | Transistor-Zündanlage | Transistor-Zündanlage mit 2 Zündkerzen pro Zylinder                                                             |
| Getriebe              | 6-Gang-Getriebe                                                                                                 | 5-Gang-Getriebe | 5-Gang-Getriebe                                                                                                 |
| Kupplung              | Mehrscheibenkupplung im Ölbad laufend                                                                           | Mehrscheibenkupplung im Ölbad laufend                                                                                                  | Mehrscheibenkupplung im Ölbad laufend                                                                           |
| Rahmen                | Doppelschleifen-Rahmen aus Stahlrohr                                                                            | Doppelschleifen-Rahmen aus Stahlrohr                                                                                                   | Doppelschleifen-Rahmen aus Stahlrohr                                                                            |
| Gabel                 | Teleskopgabel mit 39-mm-Standrohren                                                                             | Teleskopgabel mit 41-mm-Standrohren | Teleskopgabel mit 43-mm-Standrohren                                                                             |
| Hinterradschwinge     | mit zwei Federbeinen und separaten Ausgleichsbehältern, Federvorspannung 5-fach und Dämpfung 4-fach einstellbar | mit zwei Federbeinen und separaten Ausgleichsbehältern, Federvorspannung 5-fach und Dämpfung 4-fach einstellbar                        | mit zwei Federbeinen und separaten Ausgleichsbehältern, Federvorspannung 5-fach und Dämpfung 4-fach einstellbar |
| Räder                 | Aluminium-Gussräder                                                                                             | Aluminium-Gussräder | Aluminium-Gussräder                                                                                             |
| Reifen vorn           | 110/80 17 57H TL                                                                                                | 120/70-17 58H TL | 120/70 V 18 V240 TL                                                                                             |
| Reifen hinten         | 140/70 18 67H TL                                                                                                | 150/70-17 69H TL | 160/70 VB 17 V240 TL                                                                                            |
| Bremsen vorn          | Doppelscheibenbremse, gelocht mit schwimmend gelagerten Bremsscheiben, 300 mm Durchmesser                       | Doppelscheibenbremse, gelocht mit schwimmend gelagerten Bremsscheiben, 300 mm Durchmesser                                              | Doppelscheibenbremse, gelocht mit schwimmend gelagerten Bremsscheiben, 310 mm Durchmesser                       |
| Bremsen hinten        | Einscheibenbremse, gelocht, 240 mm Durchmesser                                                                  | Einscheibenbremse, gelocht, 230 mm Durchmesser                                                                                         | Einscheibenbremse, gelocht, 240 mm Durchmesser                                                                  |
| Federweg vorn         | 140 mm | 140 mm | 130 mm |
| Federweg hinten       | 115 mm | 115 mm | 115 mm |
| Kraftübertragung      | O-Ringkette zum Hinterrad                                                                                       | O-Ringkette zum Hinterrad | O-Ringkette zum Hinterrad                                                                                       |
| Gesamtlänge           | 2140 mm | 2135 mm | 2200 mm |
| Breite                | 755 mm | 770 mm | 790 mm |
| Radstand              | 1435 mm | 1455 mm | 1500 mm |
| Sitzhöhe              | 770 mm | 780 mm | 795 mm |
| Leergewicht           | 200 kg | 217 kg | 262 kg |
| Trockengewicht        | 175 kg | 201 kg | 242 kg |
| Zul. Gesamtgewicht    | 380 kg | 400 kg | 445 kg |
| Tankinhalt            | 15 Liter | 15 Liter | 19 Liter |
| Höchstgeschwindigkeit | 140 km/h, 20 kW-Version                                                                                         | über 200 km/h | über 200 km/h, 53 kW-Version                                                                                    |
| Neupreis 1993         | 9.560,00 DM | 11.290,00 DM | 14.815,00 DM |